# Cochran-tétel
A statisztikában a Cochran-tételt a valószínűség-eloszlásokkal kapcsolatos eredmények igazolására használják a varianciaanalízisnél. A tételt William G. Cochran (1909–1980) amerikai-skót statisztikus dolgozta ki.

## Állítás
Tegyük fel, hogy U1, ..., Un független normális eloszlású valószínűségi változók, és felírható a
{\displaystyle \sum _{i=1}^{n}U_{i}^{2}=Q_{1}+\cdots +Q_{k}}
alak, ahol minden Qi, U lineáris kombinációinak négyzetösszegei. Továbbá tegyük fel, hogy
{\displaystyle r_{1}+\cdots +r_{k}=n,}
ahol ri Qi rangja.
Cochran tétele azt állítja, hogy Qi-k függetlenek, és minden egyes Qi khí-négyzet eloszlású ri szabadságfokkal.
Itt Qi rangját úgy kell értelmezni, mint egy B(i) mátrix dimenzióját, Qi négyzetes ábrázolásában:
{\displaystyle Q_{i}=\sum _{j=1}^{n}\sum _{k=1}^{n}U_{j}B_{j,k}^{(i)}U_{k}.}
Kevésbé formálisan, ez a lineáris kombinációk száma, mely tartalmazza a Qi-t meghatározó négyzetek összegét, feltéve, hogy a lineáris kombinációk lineárisan függetlenek.

## Példák

### Minta középérték és minta szórásnégyzet
Ha X1, ..., Xn független, normális eloszlású valószínűségi változók μ középértékkel és σ szórással, akkor
{\displaystyle U_{i}={\frac {X_{i}-\mu }{\sigma }}}
minden egyes i-re standard normális.
Felírhatjuk, hogy
{\displaystyle \sum U_{i}^{2}=\sum \left({\frac {X_{i}-{\overline {X}}}{\sigma }}\right)^{2}+n\left({\frac {{\overline {X}}-\mu }{\sigma }}\right)^{2}}
(itt az összegzés 1-től n-ig tart, a teljes  megfigyelési tartományban)
{\displaystyle \sigma ^{2}}-tel megszorozva:
{\displaystyle \sum (X_{i}-\mu )^{2}=\sum (X_{i}-{\overline {X}}+{\overline {X}}-\mu )^{2}}
és kiterjesztve
{\displaystyle \sum (X_{i}-\mu )^{2}=\sum (X_{i}-{\overline {X}})^{2}+\sum ({\overline {X}}-\mu )^{2}+2\sum (X_{i}-{\overline {X}})({\overline {X}}-\mu ).}
A harmadik tag zéró, mert konstans idővel egyenlő
{\displaystyle \sum ({\overline {X}}-X_{i})=0,}
a második tag n azonos tag összege. Így:
{\displaystyle \sum (X_{i}-\mu )^{2}=\sum (X_{i}-{\overline {X}})^{2}+n({\overline {X}}-\mu )^{2},}
és ezért
{\displaystyle \sum \left({\frac {X_{i}-\mu }{\sigma }}\right)^{2}=\sum \left({\frac {X_{i}-{\overline {X}}}{\sigma }}\right)^{2}+n\left({\frac {{\overline {X}}-\mu }{\sigma }}\right)^{2}=Q_{1}+Q_{2}.}
Q2 rangja 1, Q1 rangja n–1, és így a Cochran-tétel feltételei teljesültek.
A Cochran-tétel állítja, hogy Q2 és Q1 függetlenek, khí-négyzet-eloszlással, és n–1, és 1 szabadságfokokkal.
Ez mutatja, hogy a minta középérték, és a minta szórása függetlenek egymástól.
Ez a Basu-tételből is következik, és ez a tulajdonság a normális eloszlásra jellemző, nincs más eloszlás, ahol a minta középérték, és a minta szórása függetlenek egymástól.

### Eloszlások
Az eloszlásokra szimbolikusan a következők írhatók:
{\displaystyle n({\overline {X}}-\mu )^{2}\sim \sigma ^{2}\chi _{1}^{2},}
{\displaystyle \sum \left(X_{i}-{\overline {X}}\right)^{2}\sim \sigma ^{2}\chi _{n-1}^{2}.}
Mindkét valószínűségi változó arányos az igazi, de ismeretlen σ2 szórásnégyzettel.
Így arányuk nem függ  σ2-től, és mivel statisztikusan függetlenek, az arányuk eloszlása:
{\displaystyle {\frac {n\left({\overline {X}}-\mu \right)^{2}}{{\frac {1}{n-1}}\sum \left(X_{i}-{\overline {X}}\right)^{2}}}\sim {\frac {\chi _{1}^{2}}{{\frac {1}{n-1}}\chi _{n-1}^{2}}}\sim F_{1,n-1}}
ahol F1,n−1 az F-eloszlás 1 és n−1 szabadságfokkal (lásd Student-féle t-eloszlás).
Itt a végső lépés a valószínűségi változó meghatározása, melynek F-eloszlása van.

### Szórásnégyzet becslése
{\displaystyle {\widehat {\sigma }}^{2}={\frac {1}{n}}\sum \left(X_{i}-{\overline {X}}\right)^{2}.}
Cochran-tétel szerint:
{\displaystyle {\frac {n{\widehat {\sigma }}^{2}}{\sigma ^{2}}}\sim \chi _{n-1}^{2}}
és a khí-négyzet-eloszlás tulajdonságából következően a várható {\displaystyle {\widehat {\sigma }}^{2}} : {\displaystyle \sigma ^{2}(n-1)/n}.